# 異足目 (雙甲下綱)
異足目（學名：Anomopoda），舊作異足亞目或異足下目，是鰓足綱雙甲下綱之下的一個目。

## 分類
異足目包括下列各科：
- Acantholeberidae（英语：Acantholeberidae） Smirnov, 1976
- 象鼻溞科 Bosminidae Baird, 1845
- 盘肠溞科 Chydoridae Dybowski & Grochowski, 1894
- 溞科 溞科 Straus, 1820
- Dumontiidae Santos-Flores & Dodson, 2003
- Eurycercidae（英语：Eurycercidae） Kurz, 1875
- Gondwanothrichidae（英语：Gondwanothrichidae） Van Damme et al., 2007[2][3]
- Ilyocryptidae（英语：Ilyocryptidae） Smirnov, 1976
- 粗毛溞科 粗毛蚤科 Norman & Brady, 1867
- Moinidae Goulden, 1968
- Ophryoxidae Smirnov, 1976

## 形態描述
異足目物種一般都有五對胸肢，但部分物種有六對。牠們的頭部跟身軀與後部沒有明顯的分界，而腹部範圍逐漸併入至身軀的前部。

## 外部連結
- 維基物種上的相關：異足目